# Pablo Antonio García del Campo
Pablo Antonio García del Campo (Santafé de Bogotá, 1744-1814) fue un pintor, retratista, delineador botánico y pintor de cámara del Virreinato del Nuevo Reino de Granada. Fue el primer discípulo del sabio José Celestino Mutis, con quien trabajó en la Expedición Botánica.

## Biografía
Nacido en Santafé de Bogotá en 1744, mostró desde su infancia una inclinación hacia el dibujo y la pintura. Fue discípulo del pintor santafereño Joaquín Gutiérrez. Se casó con Josefa Romero, con quien tuvo varios hijos, entre ellos el pintor Victorino García (1791-1870).
En 1761, el naturalista español José Celestino Mutis lo llevó a Muzo para introducirlo en el dibujo de plantas, insectos y reptiles. El 29 de abril de 1783 fue nombrado como primer dibujante de la Expedición Botánica, realizando para esta las primeras ilustraciones de flora y fauna. Durante esta expedición, muchas de sus láminas botánicas fueron enviadas a Carlos Linneo en Upsala.
En diciembre de 1784, debido a problemas de salud, dejó la expedición y fue nombrado pintor de cámara del arzobispo-virrey Antonio Caballero y Góngora.

## Obra
Fue pionero en el dibujo botánico en el Virreinato del Nuevo Reino de Granada. Su estilo fusionaba elementos del rococó europeo con técnicas locales. Entre sus obras más destacadas se encuentran:
- La Anunciación y La Inmaculada Eucarística (1781), conservadas en la Catedral Primada de Bogotá.
- Retrato de José Celestino Mutis (1801), expuesto en el Colegio Mayor de Nuestra Señora del Rosario.
- La Virgen con el Niño, San Agustín y San Juan Bautista, exhibido en el Museo El Chicó.
- Retrato de Antonio Caballero y Góngora y Francisco Gil de Taboada y Lemos, en el Museo Nacional de Colombia.
- Cerca de 123 láminas para la Expedición Botánica, muchas de las cuales se conservan en la Colección Iconográfica Mutisiana del Jardín Botánico de Madrid, varias de las cuales fueron publicadas en Londres por Sir James Edward Smith en su Icones Pictae Plantarum Rariorum, descriptionibus et observationibus illustratae.(1789-1791).

## Legado
Pablo Antonio García del Campo es recordado como uno de los primeros artistas de la real expedición botánica del Nuevo Reino de Granada. Su trabajo marcó un precedente en la ilustración científica y el arte colonial neogranadino. Fue maestro de Pedro José Figueroa.